# Fame Is a Gun
Fame is a Gun è un singolo della cantante statunitense Addison Rae, pubblicato il 30 maggio 2025 come quinto estratto dal primo album in studio Addison.

## Tracce
Testi e musiche di Addison Rae Easterling, Elvira Anderfjärd e Luka Kloser.
1. Fame is a Gun – 3:04

## Classifiche
| Classifica (2025) | Posizione massima |
| ----------------- | ----------------- |
| Australia         | 36                |
| Canada            | 59                |
| Grecia            | 54                |
| Irlanda           | 16                |
| Lituania          | 54                |
| Norvegia          | 87                |
| Nuova Zelanda     | 24                |
| Regno Unito       | 23                |
| Stati Uniti       | 73                |